# Caracol Santo Domingo
Caracol Santo Domingo är en ort i Mexiko.   Den ligger i kommunen Chapultenango och delstaten Chiapas, i den sydöstra delen av landet, 700 km öster om huvudstaden Mexico City. Caracol Santo Domingo ligger 884 meter över havet och antalet invånare är 110.
Terrängen runt Caracol Santo Domingo är bergig österut, men västerut är den kuperad. Runt Caracol Santo Domingo är det ganska tätbefolkat, med 90 invånare per kvadratkilometer. Närmaste större samhälle är Tapilula, 10,5 km sydost om Caracol Santo Domingo. I omgivningarna runt Caracol Santo Domingo växer i huvudsak städsegrön lövskog.